# خوان سيمون
خوان إرنستو سيمون (بالإسبانية: Juan Simón)‏ مواليد 2 مارس 1960 في روساريو، هو لاعب كرة قدم أرجنتيني دولي سابق كان يلعب كمدافع. اعتزل اللعب عام 1994 مع بوكا جونيورز. سبق له أن لعب في كأس العالم لكرة القدم مع منتخب بلاده. بدأ مسيرته الرياضية عام 1977 مع نيولز أولد بويز. لعب خلال مسيرته 479 مباراة سجل خلالها 1 أهداف.

## المسيرة الاحترافية

### أندية لعب لها
- نيولز أولد بويز
- نادي موناكو
- نادي ستراسبورغ
- بوكا جونيورز